# Danh sách cầu thủ tham dự giải vô địch bóng đá U-17 châu Âu 2017
Dưới đây là danh sách đội hình các đội bóng tham dự Giải vô địch bóng đá U-17 châu Âu 2017 ở Croatia. Mỗi đội tuyển tham gia phải đăng ký đội hình 18 người sinh trong hoặc sau ngày 1 tháng 1 năm 2000.

## Bảng A

### Croatia
Huấn luyện viên:  Dario Bašić
| 0#0 | Vị trí | Cầu thủ            | Ngày sinh và tuổi           | Câu lạc bộ        |
| --- | ------ | ------------------ | --------------------------- | ----------------- |
| 1   | TM     | Dominik Kotarski   | 10 tháng 2, 2000 (17 tuổi)  | Dinamo Zagreb     |
| 2   | HV     | Filip Hlevnjak     | 5 tháng 8, 2000 (16 tuổi)   | Slaven Belupo     |
| 3   | HV     | David Čolina       | 19 tháng 7, 2000 (16 tuổi)  | Dinamo Zagreb     |
| 4   | HV     | Ivan Nekić         | 24 tháng 12, 2000 (16 tuổi) | Rijeka            |
| 5   | HV     | Stipe Radić        | 10 tháng 6, 2000 (16 tuổi)  | Hajduk Split      |
| 6   | TV     | Bartol Franjić     | 14 tháng 1, 2000 (17 tuổi)  | Dinamo Zagreb     |
| 7   | TĐ     | Leon Kreković      | 7 tháng 5, 2000 (16 tuổi)   | Hajduk Split      |
| 8   | TV     | Marko Hanuljak     | 31 tháng 1, 2000 (17 tuổi)  | Hypo Limač Osijek |
| 9   | TĐ     | Antonio Marin      | 9 tháng 1, 2001 (16 tuổi)   | Dinamo Zagreb     |
| 10  | TV     | Jurica Pršir       | 29 tháng 5, 2000 (16 tuổi)  | Dinamo Zagreb     |
| 11  | TĐ     | Michele Šego       | 5 tháng 8, 2000 (16 tuổi)   | Hajduk Split      |
| 12  | TM     | Vice Baždarić      | 14 tháng 2, 2000 (17 tuổi)  | Hajduk Split      |
| 13  | HV     | Mario Vušković     | 16 tháng 11, 2001 (15 tuổi) | Hajduk Split      |
| 14  | HV     | Tin Hrvoj          | 6 tháng 6, 2001 (15 tuổi)   | Dinamo Zagreb     |
| 15  | TV     | Juraj Ljubić       | 26 tháng 5, 2000 (16 tuổi)  | Dinamo Zagreb     |
| 16  | TĐ     | Josip Mitrović     | 11 tháng 6, 2000 (16 tuổi)  | Rijeka            |
| 17  | TĐ     | Roko Baturina      | 20 tháng 6, 2000 (16 tuổi)  | RNK Split         |
| 18  | TV     | Tomislav Krizmanić | 21 tháng 4, 2001 (16 tuổi)  | Dinamo Zagreb     |

### Tây Ban Nha
Huấn luyện viên:  Santiago Denia
| 0#0 | Vị trí | Cầu thủ                  | Ngày sinh và tuổi           | Câu lạc bộ        |
| --- | ------ | ------------------------ | --------------------------- | ----------------- |
| 1   | TM     | Álvaro Fernández Calvo   | 10 tháng 4, 2000 (17 tuổi)  | CD San Felix      |
| 2   | HV     | Mateu Morey Bauzá        | 2 tháng 3, 2000 (17 tuổi)   | Barcelona         |
| 3   | HV     | Juan Miranda             | 19 tháng 1, 2000 (17 tuổi)  | Barcelona         |
| 4   | HV     | Hugo Guillamón Sanmartín | 31 tháng 1, 2000 (17 tuổi)  | Valencia          |
| 5   | HV     | Víctor Chust García      | 5 tháng 3, 2000 (17 tuổi)   | Real Madrid       |
| 6   | TĐ     | Antonio Blanco Conde     | 23 tháng 7, 2000 (16 tuổi)  | Real Madrid       |
| 7   | TĐ     | Ferrán Torres            | 29 tháng 2, 2000 (17 tuổi)  | Valencia          |
| 8   | TV     | Mohamed Aiman Moukhliss  | 6 tháng 2, 2000 (17 tuổi)   | Real Madrid       |
| 9   | TĐ     | Abel Ruiz                | 28 tháng 1, 2000 (17 tuổi)  | Barcelona         |
| 10  | TV     | Sergio Gómez             | 4 tháng 9, 2000 (16 tuổi)   | Barcelona         |
| 11  | TĐ     | Ignacio Díaz Barragán    | 27 tháng 6, 2000 (16 tuổi)  | CD Roda           |
| 12  | HV     | Víctor Gómez Perea       | 1 tháng 4, 2000 (17 tuổi)   | RCD Espanyol      |
| 13  | TM     | Mohamed Airam Ramos Wade | 13 tháng 4, 2000 (17 tuổi)  | Real Madrid       |
| 14  | TV     | Álvaro García Segovia    | 1 tháng 6, 2000 (16 tuổi)   | Albacete Balompié |
| 15  | HV     | Eric García Martret      | 9 tháng 1, 2001 (16 tuổi)   | Barcelona         |
| 16  | TV     | Alejandro Orellana Gómez | 7 tháng 8, 2000 (16 tuổi)   | Barcelona         |
| 17  | TV     | José Alonso Lara         | 7 tháng 3, 2000 (17 tuổi)   | Sevilla           |
| 18  | TV     | César Gelabert Piña      | 31 tháng 10, 2000 (16 tuổi) | Real Madrid       |
| 19  | TV     | Carlos Beitia Cardos1    | 15 tháng 2, 2000 (17 tuổi)  | CD Roda           |

1. ^  Carlos Beitia được triệu tập vào giải đấu vì chấn thương của Álvaro García Segovia.

### Thổ Nhĩ Kỳ
Huấn luyện viên:  Mehmet Hacıoğlu
| 0#0 | Vị trí | Cầu thủ                 | Ngày sinh và tuổi          | Câu lạc bộ               |
| --- | ------ | ----------------------- | -------------------------- | ------------------------ |
| 1   | TM     | Berke Özer              | 25 tháng 5, 2000 (16 tuổi) | Altınordu F.K.           |
| 2   | HV     | Ramazan Emirhan Civelek | 5 tháng 1, 2000 (17 tuổi)  | Galatasaray S.K.         |
| 3   | HV     | Bekir Melih Gökçimen    | 24 tháng 4, 2000 (17 tuổi) | Galatasaray S.K.         |
| 4   | HV     | Abdussamed Karnuçu      | 4 tháng 2, 2000 (17 tuổi)  | Galatasaray S.K.         |
| 5   | HV     | Ozan Kabak              | 25 tháng 3, 2000 (17 tuổi) | Galatasaray S.K.         |
| 6   | TV     | Sefa Akgün              | 30 tháng 6, 2000 (16 tuổi) | Trabzonspor              |
| 7   | TV     | Recep Gül               | 5 tháng 11, 2000 (16 tuổi) | Galatasaray S.K.         |
| 8   | TV     | Kerem Kesgin            | 5 tháng 11, 2000 (16 tuổi) | Bucaspor                 |
| 9   | TĐ     | Malik Karaahmet         | 18 tháng 1, 2000 (17 tuổi) | Eintracht Frankfurt      |
| 10  | TĐ     | Atalay Babacan          | 11 tháng 6, 2000 (16 tuổi) | Galatasaray S.K.         |
| 11  | TĐ     | Yunus Akgün             | 7 tháng 7, 2000 (16 tuổi)  | Galatasaray S.K.         |
| 12  | TM     | Ozan Can Oruç           | 26 tháng 5, 2000 (16 tuổi) | Altınordu F.K.           |
| 13  | HV     | Berk Çetin              | 2 tháng 2, 2000 (17 tuổi)  | Borussia Mönchengladbach |
| 14  | TV     | Umut Güneş              | 16 tháng 3, 2000 (17 tuổi) | VfB Stuttgart            |
| 15  | HV     | Berkehan Biçer          | 1 tháng 1, 2000 (17 tuổi)  | Altınordu F.K.           |
| 16  | TV     | Egehan Gök              | 27 tháng 2, 2000 (17 tuổi) | Altınordu F.K.           |
| 17  | TV     | Enes İslam İlkin        | 11 tháng 1, 2000 (17 tuổi) | Samsunspor               |
| 18  | TV     | Hasan Adigüzel          | 3 tháng 4, 2000 (17 tuổi)  | Akhisar Belediyespor     |

### Ý
Huấn luyện viên:  Emiliano Bigica
| 0#0 | Vị trí | Cầu thủ                 | Ngày sinh và tuổi           | Câu lạc bộ |
| --- | ------ | ----------------------- | --------------------------- | ---------- |
| 1   | TM     | Simone Ghidotti         | 19 tháng 3, 2000 (17 tuổi)  | Fiorentina |
| 2   | HV     | Raoul Bellanova         | 17 tháng 5, 2000 (16 tuổi)  | Milan      |
| 3   | HV     | Axel Campeol            | 5 tháng 3, 2000 (17 tuổi)   | Milan      |
| 4   | TV     | Andrea Rizzo Pinna      | 13 tháng 1, 2000 (17 tuổi)  | Atalanta   |
| 5   | HV     | Matteo Anzolin          | 11 tháng 11, 2000 (16 tuổi) | Vicenza    |
| 6   | HV     | Davide Bettella         | 7 tháng 7, 2000 (16 tuổi)   | Inter      |
| 7   | TV     | Elia Visconti           | 30 tháng 6, 2000 (16 tuổi)  | Inter      |
| 8   | TV     | Fabrizio Caligara       | 12 tháng 4, 2000 (17 tuổi)  | Juventus   |
| 9   | TĐ     | Moise Kean              | 28 tháng 2, 2000 (17 tuổi)  | Juventus   |
| 10  | TV     | Roberto Biancu          | 19 tháng 1, 2000 (17 tuổi)  | Cagliari   |
| 11  | TĐ     | Davide Merola           | 27 tháng 3, 2000 (17 tuổi)  | Inter      |
| 12  | TM     | Marco Carnesecchi       | 1 tháng 7, 2000 (16 tuổi)   | Cesena     |
| 13  | HV     | Gabriele Bellodi        | 2 tháng 9, 2000 (16 tuổi)   | Milan      |
| 14  | TV     | Hans Nicolussi Caviglia | 18 tháng 6, 2000 (16 tuổi)  | Juventus   |
| 15  | HV     | Antonio Candela         | 27 tháng 4, 2000 (17 tuổi)  | Spezia     |
| 16  | TV     | Emanuel Vignato         | 24 tháng 8, 2000 (16 tuổi)  | Chievo     |
| 17  | TV     | Manolo Portanova        | 2 tháng 6, 2000 (16 tuổi)   | Lazio      |
| 18  | TĐ     | Pietro Pellegri         | 17 tháng 3, 2001 (16 tuổi)  | Genoa      |

## Bảng B

### Scotland
Huấn luyện viên:  Scot Gemmill
| 0#0 | Vị trí | Cầu thủ         | Ngày sinh và tuổi          | Câu lạc bộ              |
| --- | ------ | --------------- | -------------------------- | ----------------------- |
| 1   |        | Jon McCracken   | 24 tháng 5, 2000 (16 tuổi) | Norwich City            |
| 2   |        | Lewis Mayo      | 19 tháng 3, 2000 (17 tuổi) | Rangers                 |
| 3   |        | Daniel Church   | 21 tháng 7, 2000 (16 tuổi) | Celtic                  |
| 4   |        | Stephen Welsh   | 19 tháng 1, 2000 (17 tuổi) | Celtic                  |
| 5   |        | Robbie Deas     | 27 tháng 2, 2000 (17 tuổi) | Celtic                  |
| 6   |        | Jonny Mitchell  | 1 tháng 1, 2000 (17 tuổi)  | Falkirk                 |
| 7   |        | Jack Aitchison  | 5 tháng 3, 2000 (17 tuổi)  | Celtic                  |
| 8   |        | Elliot Watt     | 11 tháng 3, 2000 (17 tuổi) | Wolverhampton Wanderers |
| 9   |        | Zak Rudden      | 6 tháng 2, 2000 (17 tuổi)  | Rangers                 |
| 10  |        | Lewis Hutchison | 19 tháng 2, 2000 (17 tuổi) | Aberdeen                |
| 11  |        | Glenn Middleton | 1 tháng 1, 2000 (17 tuổi)  | Norwich City            |
| 12  |        | Ryan Mullen     | 18 tháng 5, 2001 (15 tuổi) | Celtic                  |
| 13  |        | Seb Ross        | 20 tháng 1, 2000 (17 tuổi) | Aberdeen                |
| 14  |        | Innes Cameron   | 22 tháng 8, 2000 (16 tuổi) | Kilmarnock              |
| 15  |        | Lewis Smith     | 16 tháng 3, 2000 (17 tuổi) | Hamilton                |
| 16  |        | Kerr McInroy    | 21 tháng 8, 2000 (16 tuổi) | Celtic                  |
| 17  |        | Jordan Houston  | 20 tháng 1, 2000 (17 tuổi) | Rangers                 |
| 18  |        | Aaron Reid      | 11 tháng 5, 2000 (16 tuổi) | Hearts                  |

### Pháp
Huấn luyện viên:  Lionel Rouxel
| 0#0 | Vị trí | Cầu thủ             | Ngày sinh và tuổi          | Câu lạc bộ          |
| --- | ------ | ------------------- | -------------------------- | ------------------- |
| 1   | TM     | Nathan Cremillieux  | 9 tháng 1, 2000 (17 tuổi)  | Saint-Etienne       |
| 2   | HV     | Vincent Collet      | 23 tháng 3, 2000 (17 tuổi) | Metz                |
| 3   | HV     | Hakim Guenouche     | 30 tháng 5, 2000 (16 tuổi) | Nancy               |
| 4   | HV     | William Bianda      | 30 tháng 4, 2000 (17 tuổi) | Lens                |
| 5   | HV     | Andy Pelmard        | 12 tháng 3, 2000 (17 tuổi) | Nice                |
| 6   | TV     | Claudio Gomes       | 23 tháng 7, 2000 (16 tuổi) | Paris Saint-Germain |
| 7   | TĐ     | Yacine Adli         | 29 tháng 7, 2000 (16 tuổi) | Paris Saint-Germain |
| 8   | TV     | Aurélien Tchouameni | 27 tháng 1, 2000 (17 tuổi) | Bordeaux            |
| 9   | TĐ     | Amine Gouiri        | 16 tháng 2, 2000 (17 tuổi) | Lyon                |
| 10  | TV     | Maxence Caqueret    | 15 tháng 2, 2000 (17 tuổi) | Lyon                |
| 11  | TĐ     | Willem Geubbels     | 16 tháng 8, 2001 (15 tuổi) | Lyon                |
| 12  | TĐ     | Alan Kerouedan      | 12 tháng 1, 2000 (17 tuổi) | Stade Rennais       |
| 13  | TĐ     | Alexis Flips        | 18 tháng 1, 2000 (17 tuổi) | Lille               |
| 14  | TV     | Mathis Picouleau    | 8 tháng 5, 2000 (16 tuổi)  | Stade Rennais       |
| 15  | HV     | John Da             | 3 tháng 3, 2000 (17 tuổi)  | Nancy               |
| 16  | TM     | Yahia Fofana        | 21 tháng 8, 2000 (16 tuổi) | Le Havre            |
| 17  | HV     | Maxence Lacroix     | 6 tháng 4, 2000 (17 tuổi)  | Sochaux             |
| 18  | TĐ     | Wilson Isidor       | 27 tháng 8, 2000 (16 tuổi) | Stade Rennais       |

### Hungary
Huấn luyện viên:  Zoltán Szélesi
| 0#0 | Vị trí | Cầu thủ            | Ngày sinh và tuổi           | Câu lạc bộ      |
| --- | ------ | ------------------ | --------------------------- | --------------- |
| 1   | TM     | Balázs Ásványi     | 13 tháng 5, 2001 (15 tuổi)  | Puskás Akadémia |
| 2   | HV     | Krisztián Kovács   | 29 tháng 5, 2000 (16 tuổi)  | Győri ETO       |
| 3   | HV     | Martin Majnovics   | 26 tháng 10, 2000 (16 tuổi) | Mattersburg     |
| 4   | HV     | Balázs Opavszky    | 18 tháng 2, 2000 (17 tuổi)  | Vasas           |
| 6   | TV     | Dominik Szoboszlai | 25 tháng 10, 2000 (16 tuổi) | Salzburg        |
| 7   | TĐ     | Krisztofer Szerető | 10 tháng 1, 2000 (17 tuổi)  | Stoke City      |
| 8   | TV     | András Csonka      | 1 tháng 5, 2000 (17 tuổi)   | Ferencváros     |
| 9   | TĐ     | Norbert Szendrei   | 27 tháng 3, 2000 (17 tuổi)  | Budapest Honvéd |
| 10  | TV     | Szabolcs Schön     | 27 tháng 9, 2000 (16 tuổi)  | Ajax            |
| 11  | TĐ     | Márk Bencze        | 30 tháng 1, 2000 (17 tuổi)  | Vitesse         |
| 14  | HV     | Attila Mocsi       | 29 tháng 5, 2000 (16 tuổi)  | Győri ETO       |
| 15  | HV     | Gergő Bolla        | 22 tháng 2, 2000 (17 tuổi)  | Haladás         |
| 17  | TĐ     | Kevin Csoboth      | 20 tháng 6, 2000 (16 tuổi)  | Benfica         |
| 19  | TĐ     | Alexander Torvund  | 1 tháng 8, 2000 (16 tuổi)   | Vasas           |
| 20  | TV     | Tamás Kiss         | 24 tháng 11, 2000 (16 tuổi) | Haladás         |
| 21  | TĐ     | Norman Timári      | 18 tháng 2, 2000 (17 tuổi)  | Puskás Akadémia |
| 22  | TM     | István Oroszi      | 14 tháng 9, 2000 (16 tuổi)  | Ferencváros     |
| 23  | HV     | Dominik Arday      | 8 tháng 12, 2000 (16 tuổi)  | Vasas           |

### Quần đảo Faroe
Huấn luyện viên:  Áki Johansen

| 1  | TM | Bárður á Reynatrøð         | 8 tháng 1, 2000   | 17 | 0 | Víkingur Gøta  |  |  |
| 12 | TM | Bjarti Vitalis Mørk        | 7 tháng 6, 2001   | 2  | 0 | HB Tórshavn    |  |  |
|    |    |                            |                   |    |   |                |  |  |
| 2  | HV | Sjúrður Pauli Chin Nielsen | 18 tháng 4, 2000  | 18 | 0 | NSÍ Runavík    |  |  |
| 4  | HV | Dann Fróðason              | 27 tháng 4, 2000  | 13 | 0 | 07 Vestur      |  |  |
| 3  | HV | Andrias Edmundsson         | 18 tháng 12, 2000 | 3  | 0 | B68 Toftir     |  |  |
| 17 | HV | Sveinur Lava Olsen         | 14 tháng 1, 2001  | 9  | 0 | HB Tórshavn    |  |  |
| 8  | TV | Asbjørn Heðinsson          | 19 tháng 12, 2000 | 12 | 0 | 07 Vestur      |  |  |
| 14 | HV | Bjarni Brimnes             | 21 tháng 5, 2000  | 0  | 0 | HB Tórshavn    |  |  |
|    |    |                            |                   |    |   |                |  |  |
| 6  | TV | Magnus Holm Jacobsen       | 23 tháng 5, 2000  | 17 | 0 | B36 Tórshavn   |  |  |
| 7  | TV | Hanus Sørensen             | 1 tháng 1, 2001   | 12 | 0 | FC Midtjylland |  |  |
| 18 | TV | Sølvi Sigvardsen           | 18 tháng 10, 2000 | 11 | 0 | NSÍ Runavík    |  |  |
| 9  | TV | Stefan Radosavljevic       | 8 tháng 9, 2000   | 6  | 0 | TB Tvøroyri    |  |  |
| 16 | TV | Símun Sólheim              | 25 tháng 2, 2001  | 6  | 0 | HB Tórshavn    |  |  |
| 19 | TV | Filip í Liða               | 6 tháng 11, 2000  | 9  | 0 | AB Argir       |  |  |
| 20 | TV | Jákup Joensen              | 27 tháng 2, 2000  | 0  | 0 | Skála ÍF       |  |  |
|    |    |                            |                   |    |   |                |  |  |
| 15 | TĐ | Tórur Jacobsen             | 24 tháng 4, 2000  | 12 | 3 | KÍ Klaksvík    |  |  |
| 13 | TĐ | Steffan Løkin              | 13 tháng 11, 2000 | 8  | 2 | NSÍ Runavík    |  |  |
| 11 | TĐ | Elias El Moustage          | 30 tháng 5, 2001  | 9  | 0 | AaB            |  |  |

## Bảng C

### Đức
Huấn luyện viên:  Christian Wück
| 0#0 | Vị trí | Cầu thủ             | Ngày sinh và tuổi          | Câu lạc bộ          |
| --- | ------ | ------------------- | -------------------------- | ------------------- |
| 1   | TM     | Luca Plogmann       | 10 tháng 3, 2000 (17 tuổi) | Werder Bremen       |
| 2   | HV     | Alexander Nitzl     | 11 tháng 7, 2000 (16 tuổi) | Bayern Munich       |
| 3   | HV     | Pascal Hackethal    | 27 tháng 1, 2000 (17 tuổi) | Werder Bremen       |
| 4   | HV     | Dominik Becker      | 9 tháng 1, 2000 (17 tuổi)  | 1. FC Köln          |
| 5   | HV     | Jan Boller          | 14 tháng 3, 2000 (17 tuổi) | Bayer Leverkusen    |
| 6   | TV     | Noah Awuku          | 9 tháng 1, 2000 (17 tuổi)  | Holstein Kiel       |
| 7   | TV     | Sahverdi Cetin      | 28 tháng 9, 2000 (16 tuổi) | Eintracht Frankfurt |
| 8   | TV     | Erik Majetschak     | 1 tháng 3, 2000 (17 tuổi)  | RB Leipzig          |
| 9   | TĐ     | Jann-Fiete Arp      | 6 tháng 1, 2000 (17 tuổi)  | Hamburger SV        |
| 10  | TV     | Elias Abouchabaka   | 31 tháng 3, 2000 (17 tuổi) | RB Leipzig          |
| 11  | TĐ     | Eric Hottmann       | 8 tháng 2, 2000 (17 tuổi)  | VfB Stuttgart       |
| 12  | TM     | Luis Klatte         | 1 tháng 3, 2000 (17 tuổi)  | Hertha BSC          |
| 13  | TĐ     | Dennis Jastrzembski | 20 tháng 2, 2000 (17 tuổi) | Hertha BSC          |
| 14  | TV     | Yannik Keitel       | 15 tháng 2, 2000 (17 tuổi) | SC Freiburg         |
| 15  | TV     | Kilian Ludewig      | 5 tháng 3, 2000 (17 tuổi)  | RB Leipzig          |
| 16  | HV     | Lukas Mai           | 31 tháng 3, 2000 (17 tuổi) | Bayern Munich       |
| 17  | TĐ     | Maurice Malone      | 17 tháng 8, 2000 (16 tuổi) | FC Augsburg         |
| 18  | TV     | John Yeboah         | 23 tháng 6, 2000 (16 tuổi) | VfL Wolfsburg       |

### Cộng hòa Ireland
Huấn luyện viên:  Colin O'Brien
| 0#0 | Vị trí | Cầu thủ           | Ngày sinh và tuổi          | Câu lạc bộ              |
| --- | ------ | ----------------- | -------------------------- | ----------------------- |
| 1   | TM     | Brian Maher       | 1 tháng 11, 2000 (16 tuổi) | St Patrick's Athletic   |
| 2   | HV     | Lee O'Connor      | 28 tháng 7, 2000 (16 tuổi) | Manchester United       |
| 3   | HV     | Kameron Ledwidge  | 7 tháng 4, 2001 (16 tuổi)  | St Kevin's Boys         |
| 4   | HV     | Jordan Doherty    | 29 tháng 8, 2000 (16 tuổi) | Sheffield United        |
| 5   | HV     | Nathan Collins    | 30 tháng 4, 2001 (16 tuổi) | Stoke City              |
| 6   | TV     | Aaron Bolger      | 2 tháng 2, 2000 (17 tuổi)  | Shamrock Rovers         |
| 7   | TV     | Luke Nolan        | 21 tháng 8, 2000 (16 tuổi) | St Patrick's Athletic   |
| 8   | TĐ     | Callum Thompson   | 20 tháng 4, 2001 (16 tuổi) | Wolverhampton Wanderers |
| 9   | TĐ     | Rowan Roache      | 9 tháng 2, 2000 (17 tuổi)  | Blackpool               |
| 10  | TĐ     | Adam Idah         | 11 tháng 2, 2001 (16 tuổi) | College Corinthians     |
| 11  | TĐ     | Aaron Connolly    | 28 tháng 1, 2000 (17 tuổi) | Brighton & Hove Albion  |
| 12  | TV     | Brandon Kavanagh  | 21 tháng 9, 2000 (16 tuổi) | Bohemians               |
| 13  | HV     | Daryl Walsh       | 14 tháng 6, 2000 (16 tuổi) | Waterford               |
| 14  | TV     | Richard O'Farrell | 18 tháng 9, 2000 (16 tuổi) | St Patrick's Athletic   |
| 15  | HV     | Joe Redmond       | 23 tháng 1, 2000 (17 tuổi) | Birmingham City         |
| 16  | TM     | Kian Clarke       | 9 tháng 5, 2001 (15 tuổi)  | Bohemians               |
| 17  | TV     | Gavin Kilkenny    | 1 tháng 2, 2000 (17 tuổi)  | Bournemouth             |
| 18  | TV     | Tyreik Wright     | 22 tháng 9, 2001 (15 tuổi) | Lakewood AFC            |

### Serbia
Huấn luyện viên:  Perica Ognjenović
| Số | VT | Cầu thủ                 | Ngày sinh (tuổi)           | Trận | Bàn | Câu lạc bộ            |
| -- | -- | ----------------------- | -------------------------- | ---- | --- | --------------------- |
| 1  | TM | Miloš Gordić            | 5 tháng 3, 2000 (17 tuổi)  | 8    | 0   | Red Star Belgrade     |
| 2  | HV | Aleksandar Kostić       | 24 tháng 1, 2000 (17 tuổi) | 8    | 0   | Red Star Belgrade     |
| 3  | HV | Zlatan Šehović          | 8 tháng 8, 2000 (16 tuổi)  | 11   | 0   | Partizan              |
| 4  | TV | Ivan Ilić               | 17 tháng 3, 2001 (16 tuổi) | 13   | 0   | Red Star Belgrade     |
| 5  | HV | Svetozar Marković       | 23 tháng 3, 2000 (17 tuổi) | 9    | 0   | Partizan              |
| 6  | HV | Jovan Vladimir Pavlović | 11 tháng 2, 2000 (17 tuổi) | 10   | 1   | Sport Team Banja Luka |
| 7  | TV | Marko Janković          | 29 tháng 8, 2000 (16 tuổi) | 5    | 0   | Red Star Belgrade     |
| 8  | TV | Željko Gavrić           | 5 tháng 12, 2000 (16 tuổi) | 13   | 3   | Red Star Belgrade     |
| 9  | TĐ | Filip Stuparević        | 30 tháng 8, 2000 (16 tuổi) | 13   | 8   | Voždovac              |
| 10 | TV | Armin Đerlek (captain)  | 15 tháng 7, 2000 (16 tuổi) | 14   | 4   | Partizan              |
| 11 | TV | Mihajlo Nešković        | 9 tháng 2, 2000 (17 tuổi)  | 10   | 0   | Vojvodina             |
| 12 | TM | Aleksa Milojević        | 8 tháng 1, 2000 (17 tuổi)  | 9    | 0   | Jagodina              |
| 14 | TV | Vanja Zvekanov          | 25 tháng 5, 2000 (16 tuổi) | 4    | 0   | Spartak Subotica      |
| 15 | TĐ | Jovan Kokir             | 25 tháng 4, 2000 (17 tuổi) | 9    | 0   | Partizan              |
| 16 | HV | Dimitrije Kamenović     | 16 tháng 7, 2000 (16 tuổi) | 11   | 1   | Čukarički             |
| 17 | TV | Milutin Vidosavljević   | 21 tháng 2, 2001 (16 tuổi) | 9    | 1   | Čukarički             |
| 18 | TV | Slobodan Tedić          | 13 tháng 4, 2000 (17 tuổi) | 2    | 0   | Vojvodina             |
| 20 | TV | Mateja Zuvić            | 13 tháng 2, 2000 (17 tuổi) | 2    | 0   | Partizan              |

### Bosnia và Herzegovina
Huấn luyện viên:  Sakib Malkočević
| Số | VT | Cầu thủ                | Ngày sinh (tuổi)  | Trận | Bàn | Câu lạc bộ        |
| -- | -- | ---------------------- | ----------------- | ---- | --- | ----------------- |
| 1  | TM | Jasmin Krsic           | 2 tháng 3, 2000   | 11   | 0   | Željezničar       |
| 3  | HV | Dobrica Tegeltija      | 6 tháng 10, 2000  | 11   | 2   | Vojvodina         |
| 2  | HV | Enio Zilić             | 12 tháng 7, 2000  | 9    | 0   | Željezničar       |
| 4  | HV | Dino-Samuel Kurbegović | 21 tháng 12, 2000 | 6    | 0   | Mainz 05          |
| 5  | HV | Rijad Sadiku (captain) | 18 tháng 1, 2000  | 21   | 0   | Sarajevo          |
| 6  | HV | Jusuf Gazibegović      | 11 tháng 3, 2000  | 13   | 0   | Red Bull Salzburg |
| 7  | TV | Marko Brkić            | 11 tháng 4, 2000  | 4    | 0   | Red Star Belgrade |
| 8  | TV | Stefan Santrač         | 24 tháng 1, 2000  | 12   | 0   | Red Star Belgrade |
| 9  | TV | Džani Salčin           | 19 tháng 3, 2000  | 9    | 0   | Sarajevo          |
| 10 | TĐ | Milan Šikanjić         | 3 tháng 1, 2000   | 10   | 2   | Red Star Belgrade |
| 11 | TV | Eldin Omerović         | 26 tháng 5, 2000  | 13   | 2   | Sloboda Tuzla     |
| 12 | TM | Matej Perković         | 6 tháng 5, 2000   | 5    | 0   | Široki Brijeg     |
| 13 | HV | Emir Sejdović          | 25 tháng 4, 2000  | 5    | 0   | FSV Frankfurt     |
| 14 | TV | Armin Imamović         | 17 tháng 2, 2000  | 13   | 2   | Sarajevo          |
| 15 | HV | Nemanja Vještica       | 1 tháng 2, 2000   | 5    | 0   | Partizan          |
| 16 | TV | Domagoj Marušić        | 19 tháng 3, 2000  | 9    | 0   | Široki Brijeg     |
| 17 | TĐ | Elvis Mehanović        | 10 tháng 4, 2000  | 8    | 0   | Genk              |
| 18 | TĐ | Milan Savić            | 19 tháng 5, 2000  | 11   | 3   | Red Star Belgrade |

## Bảng D

### Hà Lan
Huấn luyện viên:  Kees Van Wonderen
| 0#0 | Vị trí | Cầu thủ               | Ngày sinh và tuổi          | Câu lạc bộ   |
| --- | ------ | --------------------- | -------------------------- | ------------ |
| 1   | TM     | Jasper Schendelaar    | 2 tháng 9, 2000 (16 tuổi)  | AZ           |
| 2   | HV     | Lutsharel Geertruida  | 18 tháng 7, 2000 (16 tuổi) | Feyenoord    |
| 3   | HV     | Tijn Daverveld        | 29 tháng 4, 2000 (17 tuổi) | PSV          |
| 4   | HV     | Mitchel Bakker        | 20 tháng 6, 2000 (16 tuổi) | Ajax         |
| 5   | HV     | Kik Pierie            | 20 tháng 7, 2000 (16 tuổi) | Heerenveen   |
| 6   | TV     | Achraf El Bouchataoui | 12 tháng 1, 2000 (17 tuổi) | Feyenoord    |
| 7   | TĐ     | Mohamed Mallahi       | 13 tháng 2, 2000 (17 tuổi) | Utrecht      |
| 8   | TV     | Dogucan Haspolat      | 11 tháng 2, 2000 (17 tuổi) | Excelsior    |
| 9   | TĐ     | Thomas Buitink        | 14 tháng 6, 2000 (16 tuổi) | Vitesse      |
| 10  | TV     | Juan Familia Castillo | 13 tháng 1, 2000 (17 tuổi) | Chelsea      |
| 11  | TĐ     | Zakaria Aboukhlal     | 18 tháng 2, 2000 (17 tuổi) | Willem II    |
| 12  | HV     | Tommy St. Jago        | 3 tháng 1, 2000 (17 tuổi)  | Utrecht      |
| 13  | HV     | Justin de Haas        | 1 tháng 2, 2000 (17 tuổi)  | AZ           |
| 14  | TV     | Thijs Oosting         | 2 tháng 5, 2000 (17 tuổi)  | AZ           |
| 15  | TV     | Andrew Mendonca       | 9 tháng 7, 2000 (16 tuổi)  | PSV          |
| 16  | TM     | Fabian de Keijzer     | 10 tháng 5, 2000 (16 tuổi) | Utrecht      |
| 17  | TĐ     | Myron Boadu           | 14 tháng 1, 2001 (16 tuổi) | AZ           |
| 18  | TĐ     | Delano Ladan          | 9 tháng 2, 2000 (17 tuổi)  | ADO Den Haag |

### Na Uy
Huấn luyện viên:  Erland Johnsen
| 0#0 | Vị trí | Cầu thủ                | Ngày sinh và tuổi           | Câu lạc bộ      |
| --- | ------ | ---------------------- | --------------------------- | --------------- |
| 1   | TM     | Mads Christiansen      | 21 tháng 10, 2000 (16 tuổi) | Lillestrøm      |
| 2   | HV     | Fabian Rimestad        | 13 tháng 1, 2000 (17 tuổi)  | Fana            |
| 3   | TV     | Emil Kalsaas           | 7 tháng 7, 2000 (16 tuổi)   | Fyllingsdalen   |
| 4   | TV     | Colin Rösler           | 22 tháng 4, 2000 (17 tuổi)  | Manchester City |
| 5   | HV     | Erik Tobias Sandberg   | 27 tháng 2, 2000 (17 tuổi)  | Lillestrøm      |
| 6   | TV     | Johan Hove             | 7 tháng 9, 2000 (16 tuổi)   | Sogndal         |
| 7   | TV     | Mikael Ugland          | 24 tháng 1, 2000 (17 tuổi)  | Start           |
| 8   | HV     | Anders Waagan          | 18 tháng 2, 2000 (17 tuổi)  | Aalesund        |
| 9   | TĐ     | Erik Botheim           | 10 tháng 1, 2000 (17 tuổi)  | Rosenborg       |
| 10  | TV     | Jørgen Strand Larsen   | 6 tháng 2, 2000 (17 tuổi)   | Sarpsborg 08    |
| 11  | TV     | Håkon Evjen            | 14 tháng 2, 2000 (17 tuổi)  | Bodø/Glimt      |
| 12  | TM     | Lars Kvarekvål         | 5 tháng 2, 2000 (17 tuổi)   | Stabæk          |
| 13  | TV     | Edvard Sandvik Tagseth | 23 tháng 1, 2001 (16 tuổi)  | Liverpool       |
| 14  | TĐ     | Erling Braut Håland    | 21 tháng 7, 2000 (16 tuổi)  | Molde           |
| 15  | HV     | Jesper Daland          | 6 tháng 1, 2000 (17 tuổi)   | Stabæk          |
| 16  | TV     | Halldor Stenevik       | 2 tháng 2, 2000 (17 tuổi)   | Brann           |
| 17  | HV     | Andreas Uran           | 1 tháng 2, 2000 (17 tuổi)   | Molde           |
| 18  | TV     | Elias Flø              | 16 tháng 1, 2000 (17 tuổi)  | Hødd            |

### Ukraina
Huấn luyện viên:  Serhiy Popov
| 0#0 | Vị trí | Cầu thủ              | Ngày sinh và tuổi           | Câu lạc bộ                         |
| --- | ------ | -------------------- | --------------------------- | ---------------------------------- |
| 1   | TM     | Viktor Babichyn      | 22 tháng 8, 2000 (16 tuổi)  | FC Dnipro                          |
| 3   | HV     | Roman Slyva          | 23 tháng 9, 2000 (16 tuổi)  | Karpaty School of Physical Culture |
| 4   | HV     | Ihor Snurnitsyn      | 7 tháng 3, 2000 (17 tuổi)   | Olimpik Donetsk                    |
| 5   | HV     | Oleksandr Syrota     | 11 tháng 6, 2000 (16 tuổi)  | Dynamo Kyiv                        |
| 7   | TĐ     | Vladyslav Supriaha   | 15 tháng 2, 2000 (17 tuổi)  | FC Dnipro                          |
| 8   | TV     | Oleksiy Kashchuk     | 29 tháng 6, 2000 (16 tuổi)  | Shakhtar Donetsk                   |
| 9   | TV     | Artur Vashchyshyn    | 11 tháng 6, 2000 (16 tuổi)  | Dynamo Kyiv                        |
| 10  | TV     | Heorhii Tsitaishvili | 18 tháng 11, 2000 (16 tuổi) | Dynamo Kyiv                        |
| 11  | TĐ     | Yevhen Isaienko      | 7 tháng 8, 2000 (16 tuổi)   | Dynamo Kyiv                        |
| 12  | TM     | Junior Ltaif Dani    | 1 tháng 5, 2000 (17 tuổi)   | Olimpik Donetsk                    |
| 13  | HV     | Illya Malyshkin      | 10 tháng 3, 2000 (17 tuổi)  | Dynamo Kyiv                        |
| 14  | TV     | Mykyta Tytaievskyi   | 13 tháng 1, 2000 (17 tuổi)  | Chornomorets Odessa                |
| 15  | TV     | Petro Kharzhevskyi   | 3 tháng 1, 2000 (17 tuổi)   | Karpaty School of Physical Culture |
| 16  | TV     | Vikentiy Voloshyn    | 17 tháng 4, 2001 (16 tuổi)  | Dynamo Kyiv                        |
| 17  | TĐ     | Artem Kholod         | 22 tháng 1, 2000 (17 tuổi)  | Shakhtar Donetsk                   |
| 18  | TV     | Bohdan Biloshevskyi  | 12 tháng 1, 2000 (17 tuổi)  | Dynamo Kyiv                        |
| 19  | HV     | Bohdan Kurtiak       | 11 tháng 3, 2000 (17 tuổi)  | Karpaty Lviv                       |
| 22  | TV     | Vadym Mashchenko     | 26 tháng 7, 2000 (16 tuổi)  | Dynamo Kyiv                        |

### Anh
Huấn luyện viên:  Steve Cooper
| 0#0 | Vị trí | Cầu thủ              | Ngày sinh và tuổi           | Câu lạc bộ        |
| --- | ------ | -------------------- | --------------------------- | ----------------- |
| 1   | TM     | Josef Bursik         | 12 tháng 7, 2000 (16 tuổi)  | AFC Wimbledon     |
| 2   | HV     | Timothy Eyoma        | 29 tháng 1, 2000 (17 tuổi)  | Tottenham Hotspur |
| 3   | HV     | Lewis Gibson         | 19 tháng 7, 2000 (16 tuổi)  | Newcastle United  |
| 4   | TV     | George McEachran     | 30 tháng 8, 2000 (16 tuổi)  | Chelsea           |
| 5   | HV     | Marc Guéhi           | 13 tháng 7, 2000 (16 tuổi)  | Chelsea           |
| 6   | HV     | Jonathan Panzo       | 25 tháng 10, 2000 (16 tuổi) | Chelsea           |
| 7   | TĐ     | Phil Foden           | 28 tháng 5, 2000 (16 tuổi)  | Manchester City   |
| 8   | TV     | Tashan Oakley-Boothe | 14 tháng 2, 2000 (17 tuổi)  | Tottenham Hotspur |
| 9   | TĐ     | Rhian Brewster       | 1 tháng 4, 2000 (17 tuổi)   | Liverpool         |
| 10  | TĐ     | Callum Hudson-Odoi   | 7 tháng 11, 2000 (16 tuổi)  | Chelsea           |
| 11  | TĐ     | Jadon Sancho         | 25 tháng 3, 2000 (17 tuổi)  | Manchester City   |
| 12  | TV     | Reo Griffiths        | 27 tháng 6, 2000 (16 tuổi)  | Tottenham Hotspur |
| 13  | TM     | Curtis Anderson      | 27 tháng 9, 2000 (16 tuổi)  | Manchester City   |
| 14  | HV     | Jake Vokins          | 17 tháng 3, 2000 (17 tuổi)  | Southampton       |
| 15  | TV     | Alexander Denny      | 12 tháng 4, 2000 (17 tuổi)  | Everton           |
| 16  | TĐ     | Danny Loader         | 28 tháng 8, 2000 (16 tuổi)  | Reading           |
| 17  | TV     | Aidan Barlow         | 10 tháng 1, 2000 (17 tuổi)  | Manchester United |
| 18  | TĐ     | Emile Smith-Rowe     | 28 tháng 7, 2000 (16 tuổi)  | Arsenal           |
| 19  | HV     | Joel Latibeaudiere1  | 6 tháng 1, 2000 (17 tuổi)   | Manchester City   |

1. ^ Joel Latibeaudiere được triệu tập vào giải đấu vì chấn thương của Tashan Oakley-Boothe.